# Il était une noix
Pour plus de détails, voir Fiche technique et Distribution.
Il était une noix (No Time for Nuts) est un court métrage d'animation américain réalisé par Chris Renaud et Mike Thurmeier, sorti le 21 novembre 2006 aux États-Unis.
Le film présente le personnage de L'Âge de glace, Scrat, qui traverse différentes époques à la poursuite de son gland.

## Synopsis
Scrat se promène tranquillement dans la neige quand il aperçoit une étrange lueur verte sur la glace. Intrigué, celui-ci se met à fouiller dans le sol. Il en remonte une étrange machine qui se met à vibrer et qui projette un laser sur son gland. Celui-ci disparaît instantanément. Scrat se met à hurler et la machine le fait disparaître à son tour. Il réapparaît quelques secondes plus tard en plein Moyen Âge et aperçoit l'épée Excalibur, plantée dans un rocher derrière lui. Il court la sortir de là et y arrive. Mais il se fait attaquer par une volée de flèches. Il récupère son gland et sa machine et court s'abriter dans un canon qui tire et le propulse très haut dans le ciel. Des flèches arrivent à toute vitesse devant lui. Alors, il tapote la machine et se retrouve au beau milieu d'une arène antique. Une grille s'ouvre derrière lui et des bêtes rugissantes se précipitent vers lui. Il tapote la machine et se retrouve en 1912, puis en pleine Révolution Française, puis à l'époque de Benjamin Franklin… Mais il a tellement abîmé la machine qu'il se fait aspirer par un trou de ver. Quand Scrat rouvre les yeux, il se trouve devant un grand chêne. Il se précipite vers celui-ci pour décrocher les glands, mais découvre qu'il est en métal et a une inscription sur le tronc : « ici s'est tenu le dernier chêne de la Terre ». Alors, Scrat retourne vers son gland mais ce dernier est emporté dans le temps par la machine. Celle-ci rend alors l'âme définitivement. Scrat se met à hurler : il est coincé à une époque futuriste où les glands n'existent plus.

## Fiche technique
- Titre original : No Time for Nuts
- Titre français : Il était une noix
- Titre québécois : Inconnu
- Réalisation : Chris Renaud et Mike Thurmeier
- Scénario : Chris Renaud
- Montage : James Palumbo
- Musique : Christopher Ward
- Storyboard : Nash Dunnigan et Gareth Porter
- Production : John C. Donkin, Christopher Meledandri, Lori Forte, Carlos Saldanha et Chris Wedge
- Sociétés de production : Blue Sky Studios et 20th Century Fox Animation
- Société de distribution : 20th Century Fox
- Pays de production :  États-Unis
- Langue originale : anglais
- Durée : 7 minutes
- Date de sortie :
  - États-Unis : 21 novembre 2006

## Distribution
- Chris Wedge : Scrat
- John Leguizamo (VF : Laurent Morteau) : Sid (attraction 4D)
- Ray Romano (VF : Xavier Fagnon) : Manny (attraction 4D)
- Denis Leary (VF : Axel Kiener) : Diego (attraction 4D)

## Récompenses et nominations

### Récompenses
- 2006 : Annie Award du meilleur court métrage d'animation

### Nominations
- 2007 : Oscar du meilleur court métrage d'animation

## Attraction
Ce film sert de support à l'attraction L'Âge de Glace : l'expérience 4D du Futuroscope. Malheureusement, pour ce qui est de la version française, Gérard Lanvin, Élie Semoun et Vincent Cassel n'ont pas été rappelés pour doubler les personnages de Manny, Sid et Diego pour l'attraction, alors que dans la version originale ce sont bien Ray Romano, John Leguizamo et Denis Leary qui reprennent leurs rôles.